# Luigi Ferrari (artista)
Luigi Ferrari (Venezia, 21 giugno 1810 – 13 maggio 1894) è stato uno scultore italiano.

## Biografia

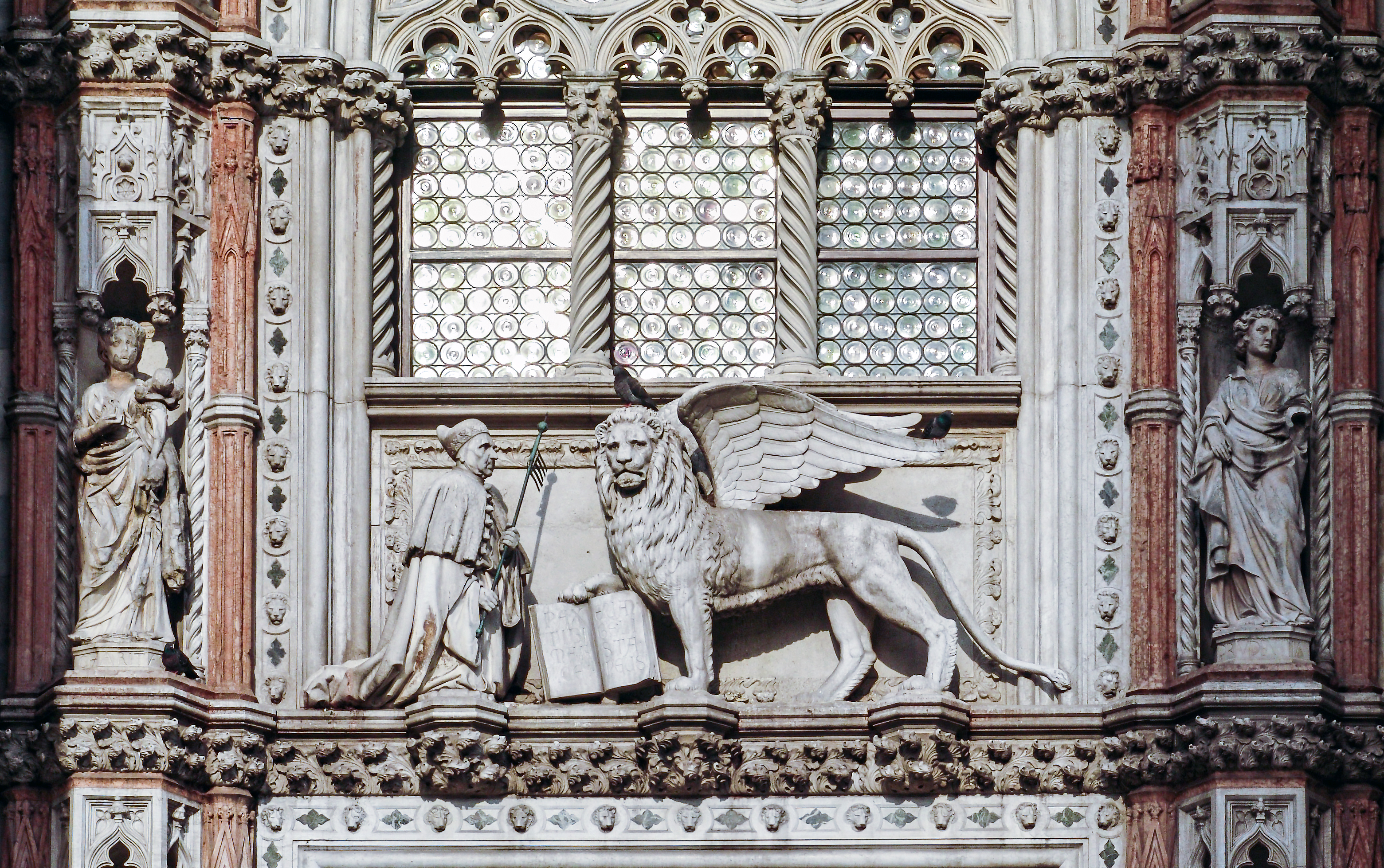
Francesco Foscari e il leone marciano nel Palazzo Ducale di Venezia.

Cominciò la sua attività da giovanissimo, studiando all'Accademia di belle arti di Venezia: grazie all'eccezionale talento e all'incredibile precocità, la sua opera fu riconosciuta da premi sia nel 1822, sia nel 1824, sia nel 1826. Espose per la prima volta nel 1831, partecipando a una mostra temporanea organizzata dall'Accademia. Nel 1834 iniziarono le commissioni pubbliche e private. L'opera che espose nel 1837 all'Annuale di Brera, sul tema di Laocoonte, ebbe un eccezionale riscontro da parte della critica.
Complici i moti rivoluzionari del 1848, fu eletto all'Assemblea dei deputati della provincia di Venezia; al ritorno degli austriaci venne creato supplente della cattedra di scultura, che si pensava sarebbe stata affidata a Pietro Zandomeneghi, figlio di Luigi. Dal 1851 al 1890 sarà invece professore effettivo, pur rifiutando di realizzare opere celebrative per gli austriaci.
Operò quindi nella chiesa di San Silvestro, nella stazione di Padova, nella chiesa di Vito d'Asio, nel Theater am Kärntnertor. Nel 1885 scolpì un gruppo col doge Francesco Foscari dinnanzi al leone marciano, che doveva sostituire quello perso nel 1797, sito sulla Porta della Carta del Palazzo Ducale di Venezia. Quasi tutta la sua opera è legata agli stilemi della scultura neoclassica, ma non dimenticò, soprattutto tra il 1830 e il 1840, il gusto romantico.